# Titan Rain
Titan Rain byla série koordinovaných kybernetických útoků mířená na počítačové systémy Spojených států již od roku 2003; bylo známo, že útoky přetrvávaly už alespoň tři roky. Útoky pocházely z provincie Kuang-tung v Číně. Je pravděpodobné, že původ těchto útoků byl spojený se státem financovanou pokročilou trvalou hrozbou. Název Titan Rain útoky získaly od federální vlády Spojených států.
Hackeři z Titan Rain získali přístup k mnoha počítačovým sítím smluvních stran obrany Spojených států, které se staly terčem kvůli zisku citlivých dat, včetně sítí Lockheed Martin, Sandia National Laboratories, Redstone Arsenal a NASA.

## Útočníci
Útoky jsou údajně výsledkem činů Jednotky lidové osvobozenecké armády 61398. Tito hackeři napadli, jak americkou vládu (Defense Intelligence Agency – DIA), tak i vládu Spojeného království (Ministerstvo obrany). V roce 2006, "organizovaná čínská hackerská skupina" dokonce vyřadila část počítačového systému Dolní sněmovny britského království. Čínská vláda odmítá jakékoliv spojitosti a zodpovědnost.

## Následky
Vláda Spojených států obvinila vládu Čínské lidové republiky z útoků v roce 2004. Allan Paller, ředitel výzkumu SANS Institute, pronesl, že útoky přišly od individuálů s "silnou disciplínou", a také že "žádná jiná organizace by toto nemohla podniknout, pokud by nebyla součástí armády". Když se taková sofistikovanost vzala v potaz, ukázalo se na Lidově osvobozeneckou armádu jako na zdroj útoku.
Dle nahlášených případů, Titan Rain napadl společnosti jako NASA, nebo FBI. I přes to, že žádné utajované informace nebyly nahlášené jako ukradené, hackeři ukradli informace, které utajované nebyly (např.: informace týkající se domácích počítačů), které však mohlo odhalit silné a slabé stránky Spojených států.

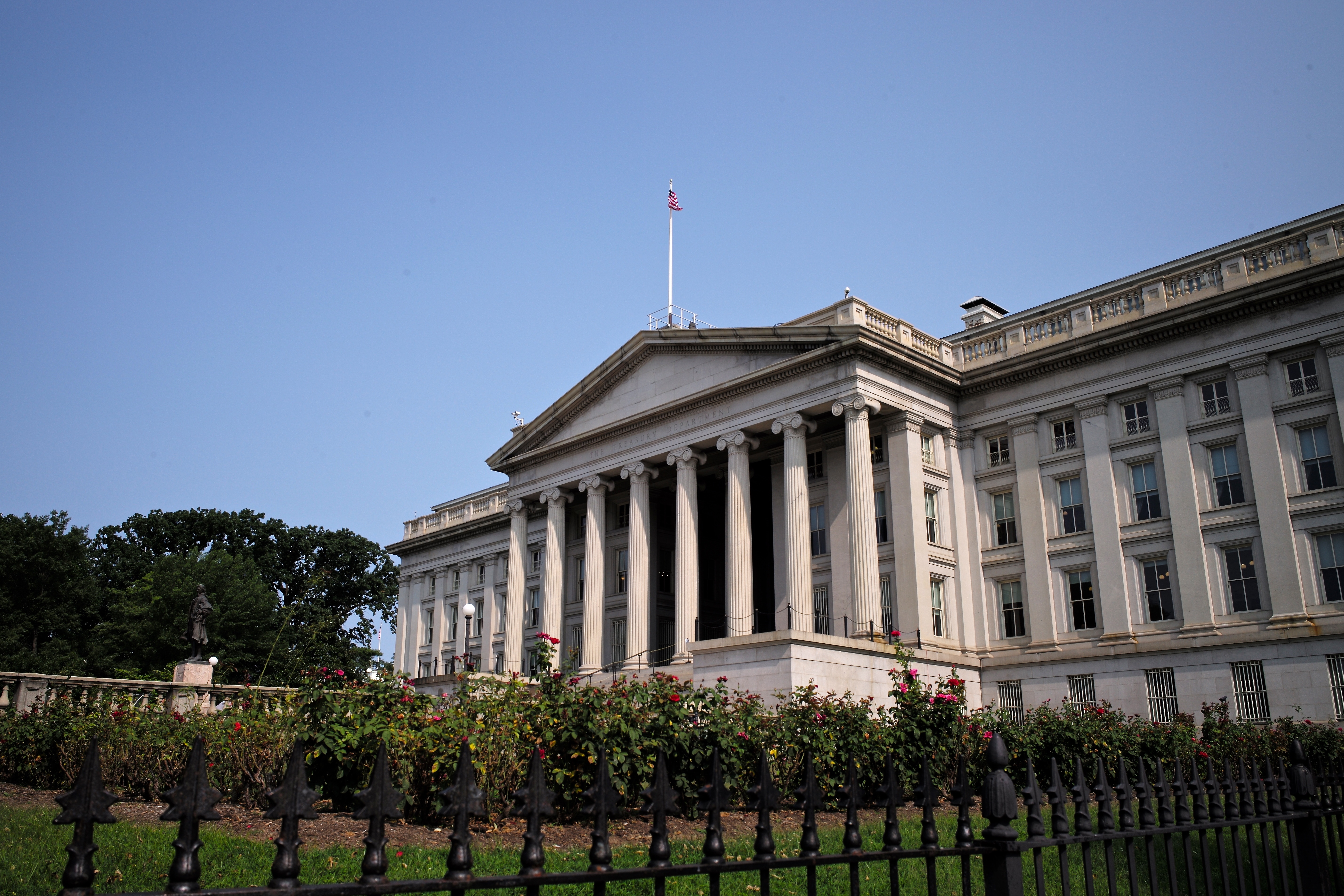
Ministerstvo financí USA, Washington, DC

Titan Rain, ale také vyvolal nedůvěru a zkomplikoval vztahy mezi ostatními zeměmi (jako jsou Spojené království, nebo Rusko). Spojené království oficiálně zveřejnilo, že jejich vládní systémy byly narušeny ze strany Čínské lidové republiky. 
Titan Rain způsobil, že zbytek světa se stal opatrnějším vůči kybernetickým útokům, nejen z Číny, ale i ostatních zemí.